# Salvia officinalis subsp. officinalis
Salvia officinalis subsp. officinalis es la subespecie autónima de Salvia officinalis perteneciente a la familia de las lamiáceas.

## Distribución y hábitat
El área de distribución nativa de esta subespecie se extiende desde Italia hasta la península balcánica occidental. Crece principalmente en el bioma templado.

## Taxonomía
Salvia officinalis subsp. officinalis publicación desconocida.